# Confronto tra metodo delle secanti e metodo delle tangenti
In matematica e più specificamente in analisi numerica, il metodo delle secanti e il metodo delle tangenti sono metodi largamente utilizzati per il calcolo approssimato di una soluzione di un'equazione della forma {\displaystyle f(x)=0}.
Il metodo delle secanti è un semplice metodo convergente, ma generalmente è molto lento, richiede molti passi per raggiungere una precisione accettabile, mentre il metodo delle tangenti è più veloce (fornisce buoni risultati in pochi passi).
Se {\displaystyle f'(x)\cdot f''(x)>0}, quindi se {\displaystyle \,f(x)} è decrescente e concava (fig. 1) oppure se {\displaystyle \,f(x)} è crescente e convessa.
Il metodo delle tangenti costruisce una successione {\displaystyle \,\{x_{n}\}} decrescente che approssima per eccesso la radice.
Il metodo delle secanti  costruisce una successione {\displaystyle \,\{x_{m}\}} crescente che approssima per difetto la radice.
Se {\displaystyle f'(x)\cdot f''(x)<0} quindi se {\displaystyle \,f(x)} è crescente e concava (fig. 3) oppure {\displaystyle \,f(x)} è decrescente e convessa.
Il metodo delle tangenti costruisce una successione {\displaystyle \,\{x_{n}\}} crescente che approssima per difetto la radice.
Il metodo delle secanti costruisce una successione {\displaystyle \,\{x_{m}\}} decrescente che approssima per eccesso la radice.
Quindi usati insieme, i due metodi, forniscono approssimazioni per eccesso e per difetto dell'unica radice dell'equazione {\displaystyle \,f(x)=0}.
È possibile perciò, ove la funzione {\displaystyle f} verifichi le ipotesi, utilizzare contemporaneamente i due metodi, iterando l'applicazione di essi finché i valori approssimati per eccesso e per difetto distino meno della precisione ε  scelta.

## Primo esempio
Esempio 1: determinare le radici di {\displaystyle \,x^{3}-2x-2=0} a meno di {\displaystyle \,10^{-4}}.
La funzione è definita e continua in {\displaystyle \mathbb {R} }, inoltre, poiché {\displaystyle {\mathop {\lim _{x\to +\infty }} {f\left({x}\right)}}=+\infty } e {\displaystyle {\mathop {\lim _{x\to -\infty }} {f\left({x}\right)}}=-\infty } la curva incontra l'asse delle {\displaystyle x} in almeno un punto.
Dallo studio delle derivate prima e seconda {\displaystyle \,f'(x)=3x^{2}-2} e {\displaystyle \,f''(x)=6x} si ricava che la funzione ha un massimo relativo in {\displaystyle \left(-{\sqrt {\frac {2}{3}}}\,,\,{\frac {4}{3}}{\sqrt {\frac {2}{3}}}-2\right)}, un minimo relativo in 
{\displaystyle \left({\sqrt {\frac {2}{3}}}\,,\,-{\frac {4}{3}}{\sqrt {\frac {2}{3}}}-2\right)} e un flesso a tangente obliqua in {\displaystyle \,(0,-2)}  e quindi la curva interseca l'asse delle {\displaystyle x} in un solo punto. 
Inoltre {\displaystyle \,f(1)=-3<0} e {\displaystyle \,f(2)=2>0}; perciò  {\displaystyle \,1<\alpha <2}. Sono soddisfatte le condizioni richieste per potere usare i metodi delle tangenti e delle secanti. 
Applicando il metodo delle tangenti, essendo {\displaystyle \,f(x)} crescente e convessa nell'intervallo {\displaystyle \,[1,2]} si trovano valori approssimati per eccesso. Si traccia la tangente in {\displaystyle \,B}, in quanto è in esso che la funzione e la derivata seconda sono concordi. Utilizzando la seguente relazione di ricorrenza si ottiene 
{\displaystyle x_{0}=b-{\frac {f(b)}{f'(b)}}=2-{\frac {f(2)}{f'(2)}}=1.8}
{\displaystyle x_{1}=x_{0}-{\frac {f(x_{0})}{f'(x_{0})}}=1.769948187}
{\displaystyle x_{2}=x_{1}-{\frac {f(x_{1})}{f'(x_{1})}}=1.769292663}
poiché risulta {\displaystyle \left|x_{2}-x_{1}\right|<10^{-3}}, iterando ulteriormente si ottiene 
{\displaystyle x_{3}=x_{2}-{\frac {f(x_{2})}{f'(x_{2})}}=1.769292354} da cui 
{\displaystyle \left|x_{3}-x_{2}\right|<10^{-6}} e quindi {\displaystyle \,\alpha =1.769292} è la radice approssimata per eccesso a meno {\displaystyle \,10^{-6}} dopo 4 iterazioni. 
Applicando il metodo delle secanti, essendo {\displaystyle \,A=(1,-3)} e {\displaystyle \,B=(2,2)} i punti dell'intervallo per cui passa la prima secante, dalla formula 
{\displaystyle x_{n+1}=b-f(b){\frac {x_{n}-b}{f(x_{n})-f(b)}}}
si ricavano i seguenti valori approssimati per difetto:
{\displaystyle x_{0}=b-f(b){\frac {a-b}{f(a)-f(b)}})=1.6}
la seconda secante passa per i punti {\displaystyle \,B} e {\displaystyle \,C=(x_{0},f(x_{0}))} essendo {\displaystyle \,f(b)f(x_{0})=2(-0.0255)<0} da cui
{\displaystyle x_{1}=b-f(b){\frac {x_{0}-b}{f(x_{0})-f(b)}})=1.742268}
{\displaystyle x_{2}=b-f(b){\frac {x_{1}-b}{f(x_{1})-f(b)}})=1.765259}
{\displaystyle x_{3}\,=\,1.768696}
{\displaystyle x_{4}\,=\,1.769204}
{\displaystyle x_{5}\,=\,1.769279}
dopo 6 iterazioni, essendo  {\displaystyle \left|x_{5}-x_{4}\right|<10^{-4}}, {\displaystyle \,\alpha =1.7692} è la radice approssimata per difetto a meno {\displaystyle \,10^{-4}}.
Confrontando i valori ottenuti con i due metodi, si osserva che il valore {\displaystyle \,\alpha =1.7692} è esatto alla quarta cifra decimale.

## Secondo esempio
Esempio 2: determinare le radici di {\displaystyle \,e^{-x}-x+1=0} a meno di {\displaystyle \,10^{-4}}
Sia {\displaystyle \,f(x)=e^{-x}-x+1}.
Si scrive l'equazione nella forma {\displaystyle \,e^{-x}=x-1}e si considerano le funzioni di equazioni  {\displaystyle \,y=e^{-x}} e {\displaystyle \,y=x-1}.
Dalla rappresentazione grafica in uno stesso sistema di riferimento cartesiano delle due funzioni, si ricava che le due curve si intersecano nel solo punto {\displaystyle P}, pertanto l'equazione ammette una sola radice, che è l'ascissa del punto {\displaystyle P} ed essendo {\displaystyle \,f(1)={\frac {1}{e}}>0} e {\displaystyle \,f(2)={\frac {1}{e^{2}}}-1<0}, tale radice appartiene all'intervallo {\displaystyle \,[1,2]}.
Dallo studio delle derivate prima e seconda, la funzione {\displaystyle \,f} è decrescente e convessa nell'intervallo {\displaystyle \,[1,2]}; quindi utilizzando il metodo delle tangenti, partendo dall'estremo {\displaystyle A=\left(1,{\frac {1}{e}}\right)}in cui la funzione {\displaystyle \,f} e la derivata seconda sono concordi si ricavano le seguenti approssimazioni per difetto
{\displaystyle x_{0}=a-{\frac {f(a)}{f'(a)}}=1-{\frac {f(1)}{f'(1)}}=1.268941}
{\displaystyle x_{1}=x_{0}-{\frac {f(x_{0})}{f'(x_{0})}}=1.278455}
{\displaystyle x_{2}=x_{1}-{\frac {f(x_{1})}{f'(x_{1})}}=1.278465}
poiché risulta {\displaystyle \left|x_{2}-x_{1}\right|<10^{-4}} si ottiene che il valore approssimato per difetto della radice a meno di {\displaystyle 10^{-4}}  è  {\displaystyle \alpha =1.2784} dopo 3 iterazioni.
Applicando il metodo delle secanti essendo {\displaystyle A=\left(1,{\frac {1}{e}}\right)} e {\displaystyle B=\left(2,{\frac {1-e^{2}}{e^{2}}}\right)} i punti dell'intervallo per cui passa la prima secante, si ottengono i seguenti valori approssimati per eccesso:
{\displaystyle \,x_{0}=a-f(a){\frac {b-a}{f(b)-f(a)}}=1.298472}.
La seconda secante passa per i punti {\displaystyle \,A} e {\displaystyle \,C=(x_{0},f(x_{0}))} essendo {\displaystyle f(a)f(x_{0})={\frac {1}{e}}(-0.0255)<0} da cui
{\displaystyle x_{1}=a-f(a){\frac {x_{0}-a}{f(x_{0})-f(a)}}=1.279108}
{\displaystyle x_{2}=a-f(a){\frac {x_{1}-a}{f(x_{1})-f(a)}}=1.278485}
{\displaystyle x_{3}=a-f(a){\frac {x_{2}-a}{f(x_{2})-f(a)}}=1.278465} ;
essendo {\displaystyle \left|x_{3}-x_{2}\right|<10^{-4}},  {\displaystyle \,\alpha =1.2784} è la radice approssimata per eccesso a meno di {\displaystyle \,10^{-4}} dopo 4 iterazioni; questo valore coincide con quello trovato con il metodo delle tangenti, ma con un maggior numero di iterazioni.